# Affenbrotbäume

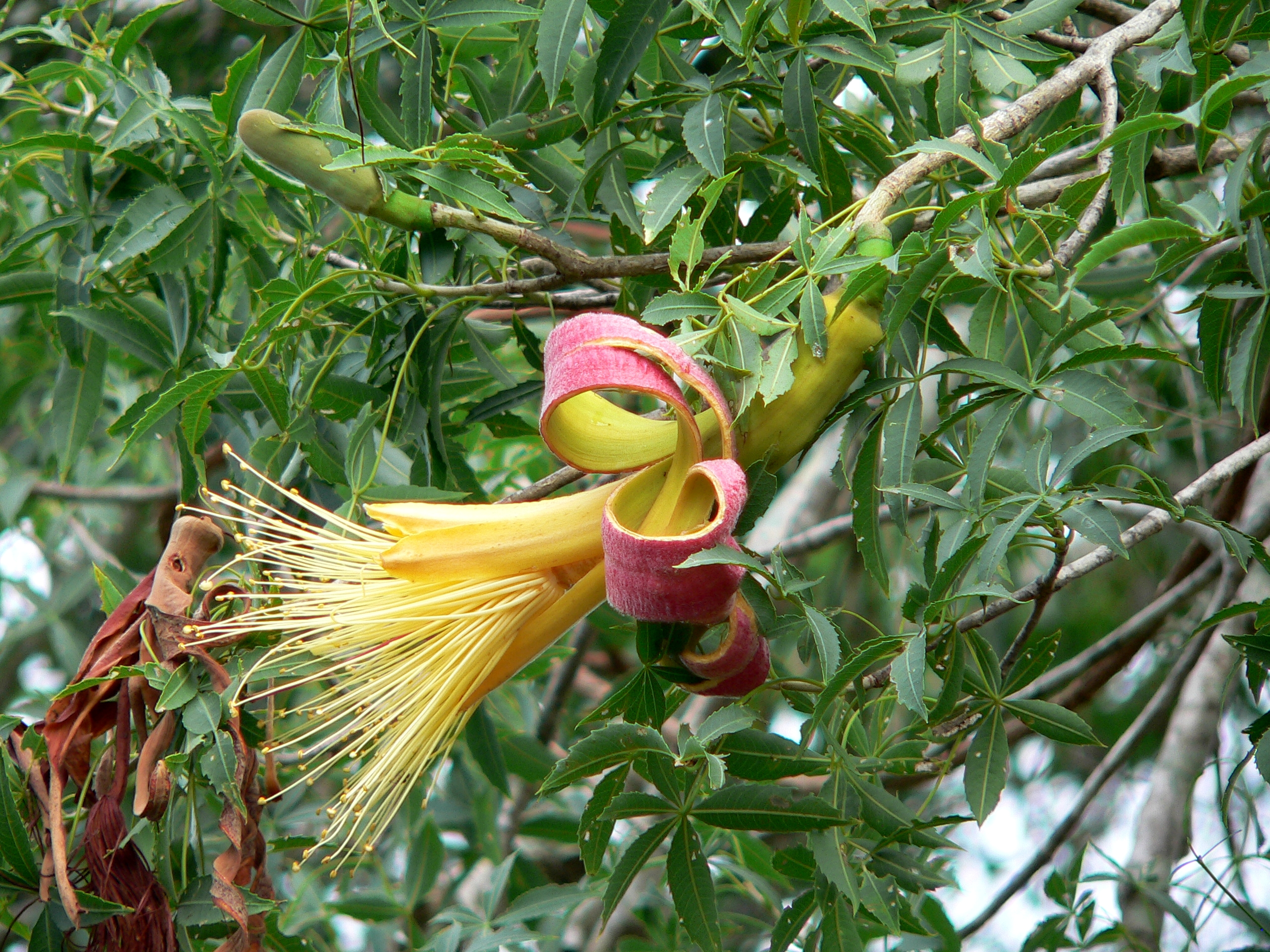
Blüte von Adansonia rubrostipa

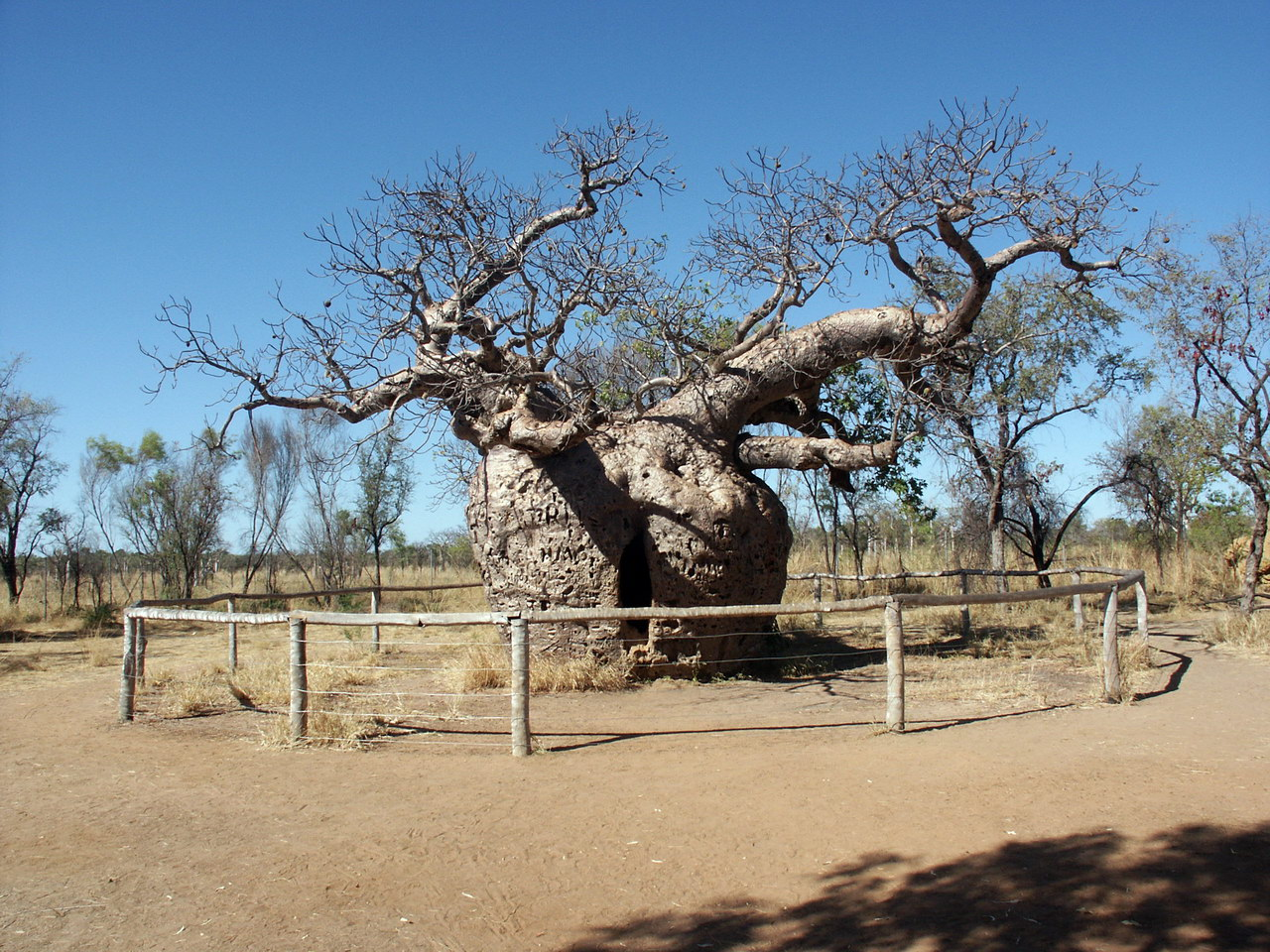
Adansonia gregorii in Westaustralien

Die Affenbrotbäume (Adansonia) sind eine Gattung großer, markanter und häufig bizarr wachsender Laubbäume aus der Unterfamilie der Wollbaumgewächse (Bombacoideae), die wiederum aus der Familie der Malvengewächse (Malvaceae) stammt. Die Gattung wird anhand von Blüten-, Frucht- und Samenmerkmalen in drei Sektionen unterteilt. Die Affenbrotbäume sind in weiten Teilen des afrikanischen Kontinents, auf der Insel Madagaskar und in Australien verbreitet. Der botanische Name der Gattung Adansonia wurde von Bernard de Jussieu zu Ehren des französischen Botanikers Michel Adanson vergeben.
Ihr bekanntester Vertreter ist der im Wappen des Senegal abgebildete Afrikanische Affenbrotbaum (Adansonia digitata), dessen kommerzielle Nutzung an Bedeutung gewinnt.

## Beschreibung

### Vegetative Merkmale
Die Adansonia-Arten sind in der Trockenzeit laubabwerfende Laubbäume, die Wuchshöhen von etwa 5 bis 30 Metern erreichen. Die gewaltigen, unbewehrten Stämme sind zylindrisch, konisch oder flaschenförmig. Sie tragen für gewöhnlich kompakte Baumkronen. Die unbewehrten (selten mit konischen Dornen besetzten, z. B. bei Adansonia rubrostipa) Hauptäste sind waagerecht oder aufsteigend. Die rötlichbraune bis grünliche Borke ist glatt oder blätterig und hat häufig eine gelbe oder grüne Photosyntheseschicht nahe der Oberfläche. Die Innenschichten bestehen aus zähen Längsfasern. Das Holz ist fasrig und weich. Es sondert aus Verletzungen ein geruchloses, klebriges Harz ab. Juvenile Pflanzen sind schlank, mit verjüngten Stämmen, die am Grund oft geschwollen sind. Die Internodien an der Spitze der Wachstumszone sind sehr kurz, aber an den Jungtrieben länger.
Die spiralig an den Zweigen angeordneten, handförmig gefiederten Laubblätter sind häutig bis ledrig. Der Blattstiel ist mit zwei Gelenken versehen (bipulvinat). Die fünf bis elf sitzenden oder gestielten Blättchen sind elliptisch, lanzettlich oder verkehrt lanzettlich, wobei die seitlichen Teilblätter kleiner als die mittleren sind. Die Teilblätter sind kahl bis filzig mit einfachen oder in Gruppen angeordneten Haaren. Die Blättchen sind meist spitz bis zu einer Spitze zulaufend (apiculat), selten stumpf. Der Blattrand ist ganzrandig oder gezähnt. Die Laubblätter werden während der Trockenzeit abgeworfen. Die bis 2 Millimeter langen Nebenblätter fallen bald ab; selten sind sie 1 bis 1,5 Zentimeter lang und dauerhaft.

### Blütenstände und Blüten
Die aufrechten und nur bei Adansonia digitata hängenden Blüten sitzen einzeln oder selten zu zweit in achselständigen Blütenständen. Diese stehen in Gruppen bis zu fünf an den Zweigenden. Blütenstiel und Blütenstandsstiel sind mehr oder weniger getrennt. Letzterer hat drei früh abfallende (caducose) Tragblätter. Die Knospen sind fast kugelförmig, eiförmig oder zylindrisch.
Die zwittrigen, fünfzähligen Blüten sind radiärsymmetrisch bis leicht zygomorph gebaut. Der Blütenbecher ist außen geschuppt, grün oder braun und im Inneren seidenartig, cremefarben, rosarot oder rot. Am Grund befindet sich ein schmaler Gewebestreifen, der Nektar absondert. Er kann auch eine ringförmige Vertiefung bilden, die durch den Boden der Kelchröhre gebildet wird. Die fünf Kelchblätter sind mehr oder weniger miteinander verwachsen und ihre Zipfel sind am Blütenboden zurückgebogen oder gekrümmt. Die fünf freien, gebogenen Kronblätter sind cremeweiß, gelb oder rot.
Es sind zahlreiche (100 bis 1100) Staubblätter vorhanden, die gewöhnlich kahl und weiß oder gelblich sind. Die untere Hälfte der Staubfäden ist zu einer Röhre verwachsen, die zylindrisch oder leicht verjüngt ist. Die obere Hälfte der Staubfäden ist frei. Die Staubbeutel sind frei und gekrümmt. Sie sind monothekisch und öffnen sich mit einem Längsriss.
Fünf Fruchtblätter sind zu einem oberständigen (hypogynen) Fruchtknoten verwachsen; er ist konisch bis länglich, braun oder gelblich und filzig mit aufwärts zeigenden Haaren. Die zahlreichen anatropen Samenanlagen werden von langen, dichotomischen Nabelsträngen (Funiculi) getragen, die aus sieben bis neun tief eingebetteten Plazenten entstehen. Der Griffel ist einfach, dünn, weiß oder dunkelrot und an der Basis dicht filzig. Die Narbe besteht gewöhnlich aus fünf bis zehn gelblichen oder dunkelroten, kurzen Lappen.

### Früchte und Samen
Die kugelförmige, eiförmige oder eiförmig-zylindrische Frucht ist eine trockene, große, vielsamige Beere, die gewöhnlich nicht aufplatzt. Ihre 5 bis 15 Millimeter dicke, filzige, harte und wollige Fruchtwand ist rötlich oder schwärzlich braun. Die nierenförmigen, 10 bis 15 (selten 20) Millimeter langen Samen sind in ein weißes oder cremefarbenes, trockenes, pulverartiges oder schwammartiges Fruchtfleisch eingebettet.
Die zwei (selten mehrere) Keimblätter sind etwa gleich groß, gefaltet und chlorophylllos. Sie verbleiben innerhalb der Samenschale (kryptokotylar) oder entfalten sich außerhalb (phanerokotylar). Jugendliche Blätter sind anfangs einfach, später gelappt, dreiblättrig oder unregelmäßig fingerförmig.

### Genetik
Die Chromosomenzahl für den afrikanischen Affenbrotbaum ist 2n = 160, für alle anderen Arten gilt 2n = 88.

## Ökologie
Die Bestäubung von Adansonia digitata durch den nektarfressenden Palmenflughund (Eidolon helvum) wurde 1935 vom Wiener Biologen Otto Porsch (1875–1959) im Botanischen Garten von Bogor auf der Insel Java zum ersten Mal beobachtet. Später konnten noch der Nilflughund (Rousettus aegyptiacus) und der Flughund Epomophorus wahlbergii als Bestäuber identifiziert werden. Es wurde allgemein angenommen, dass die Bestäubung durch Flughunde auch für die übrigen Arten der Gattung erfolgt. Die von David Alastair Baum Mitte der 1990er Jahre vorgenommenen Beobachtungen ergaben ein wesentlich differenzierteres Bild. Danach tragen Schwärmer und Lemuren zur Bestäubung bei.
Galagos (Galago crassicaudatus), Schmeißfliegen (Chrysomyia marginalis), Eulenfalter (Heliothis armigera und Diparopsis castanea), Kahneulchen (Earias biplaga) sowie Insekten aus der Ordnung der Hautflügler besuchen die Blüten wegen ihres Nektars.

## Verbreitung und Standorte
Adansonia digitata ist in den semiariden Gebieten Afrikas südlich der Sahara verbreitet. Zwischen den Vorkommen in Ost- und Westafrika besteht eine Lücke im Gebiet der Zentralafrikanischen Republik. Das südlichste Verbreitungsgebiet ist das Transvaal in Südafrika. Die nördlichsten Vorkommen befinden sich im Süden des Sudan und Äthiopiens. Auf Madagaskar wurde Adansonia digitata sehr wahrscheinlich vom Menschen eingeführt, da sich die Bäume fast ausschließlich in der Nähe von Dörfern befinden.
Sechs der acht bekannten Arten sind ausschließlich auf Madagaskar vom Norden entlang der Westküste bis in den Süden der Insel verbreitet.
Adansonia gregorii ist als einzige Adansonia-Art außerhalb Afrikas und Madagaskars verbreitet, im Nordwesten Australiens.

## Systematik

### Äußere Systematik
Antoine-Laurent de Jussieu ordnete Adansonia 1789 der von ihm aufgestellten Familie der Malvengewächse (Malvaceae) zu. Durch Karl Kunth wurden 1822 zehn Gattungen, darunter Adansonia, in die Familie der Wollbaumgewächse (Bombacaceae) ausgegliedert. Adansonia gehört zur Unterfamilie Bombacoideae der Malvengewächse (Malvaceae) und wird dort in die Tribus Adansonieae eingeordnet.

### Innere Systematik
Die Typusart der Gattung ist Adansonia digitata.
Bénédict Pierre Georges Hochreutiner unterteilte 1908 die Gattung Adansonia anhand von Blüten-, Frucht- und Samenmerkmalen in drei Sektionen:
- Sektion Adansonia:
  - Afrikanischer Baobab (Adansonia digitata) L.
- Sektion Brevitubae Hochr.:
  - Adansonia grandidieri Baill.
  - Adansonia suarezensis H.Perrier
- Sektion Longitubae Hochr.:
  - Adansonia gregorii F.Muell.
  - Adansonia madagascariensis Baill.
  - Adansonia perrieri Capuron
  - Adansonia rubrostipa Jum. & H.Perrier
  - Adansonia za Baill.

Synonyme sind Baobab Adans., Ophelus Lour. und Baobabus Kuntze.

## Botanische Geschichte

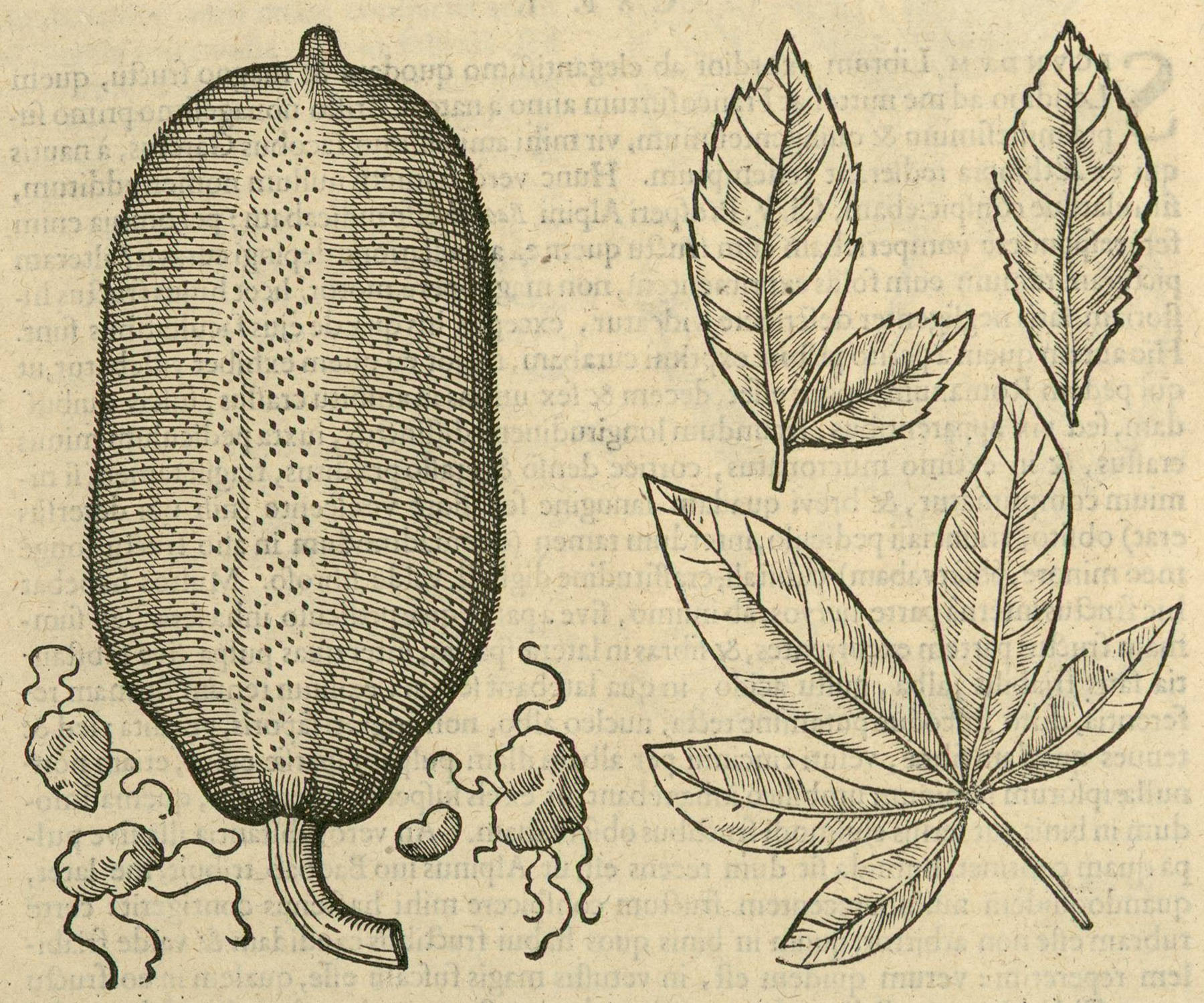
Frucht und Blätter von Adansonia digitata auf einer Abbildung in Exoticorum Libri Decem von Charles de l’Écluse (1605)

### Erste Entdeckungen
Eine erste Schilderung, in der man eine Adansonia digitata wiedererkennen kann, stammt vom Reisenden Ibn Battuta. Er berichtete 1352 über einen Weber in Mali, der seine Arbeit im Schutz eines hohlen Baumstammes verrichtete.  Auch Leo Africanus, der zwischen 1511 und 1517 Nordafrika bereiste, kannte den Baum.
Die früheste Erwähnung in Europa stammt von Julius Caesar Scaliger, der sie 1557 unter dem Namen Guanabus beschrieb. Von Prospero Alpini, dem die auf europäischen Märkten verkauften Früchte als bu hobab bekannt waren, stammte die erste, 1592 veröffentlichte Illustration einer Baobab-Frucht sowie eine phantasievolle Zeichnung der Blätter und Blüten. Eine erste korrekte Darstellung der Blätter gab Charles de l’Écluse 1605.
Bernard de Jussieu berichtete Carl von Linné von einer durch Michel Adanson entdeckten Art, die Jussieu Charadrium spinosum Adansonia nannte. Linné nahm diese daraufhin ohne Beschreibung als Adansonia in den Anhang von Species Plantarum auf. Eine Beschreibung der Gattung, von Adanson Bahobab genannt, erhielt Linné erst mit einem auf den 2. Oktober 1758 datierten Brief von Michel Adanson, die er schließlich 1764 in der 6. Auflage von Genera Plantarum aufführte. Adanson selbst hat den Namen Adansonia nicht anerkannt und verwendete in Familles des Plantes von 1763 stattdessen Baobab. 
Mit Ausnahme von Adansonia perrieri, deren Erstbeschreibung von 1960 stammt, wurden alle weiteren Arten im Zeitraum von etwa Mitte bis Ende des 19. Jahrhunderts entdeckt und beschrieben.

### Monografien und Feldstudien
Gerald Ernest Wickens (* 1927) stellte 1982 die erste umfangreiche Monografie über Adansonia digitata zusammen, wobei sich ihm erstaunliche Lücken in den vorhandenen wissenschaftlichen Erkenntnissen offenbarten.
David Alastair Baum (* 1964) führte umfassende Feldstudien an den Standorten der einzelnen Arten durch und untersuchte das vorhandene Herbarmaterial. Auf dieser Grundlage publizierte er 1995 eine systematische Revision der gesamten Gattung Adansonia.
2012 wurde mit Adansonia kilima eine zweite Art in der Sektion Adansonia erstbeschrieben. Ihre Anerkennung ist jedoch umstritten.

## Nutzung

### Traditionelle Nutzung
Alle Teile von Adansonia-Arten werden genutzt, wobei die Nutzung von Adansonia digitata am ausführlichsten dokumentiert ist.
Die Wurzeln werden in Westafrika während Hungerzeiten gekocht und gegessen. Die Temne brauen daraus einen Wurzelsud gegen Adipositas. In Ostafrika wird aus ihnen ein roter, löslicher Farbstoff hergestellt. Die faserige Wurzelrinde wird zu Schnüren oder Seilen, für Fischnetze, Fußmatten und Socken verwendet.
Ausgehöhlte Baumstämme dienen als Wasserspeicher, Grab, Gefängnis, Stall, Toilette, Kühlraum, Milchladen und sogar als Wohnung.
Aus den Fasern der Rinde werden u. a. Seile, Taue, Gurtbänder, Saiten für Musikinstrumente, Körbe, Netze und Angelschnüre hergestellt. Die getrocknete Rinde wird als Mittel gegen Fieber verwendet. Die Rinde wird auch zum Dachdecken benutzt. Aus der Asche von Rinde und Früchten, in Öl gekocht, wird Seife hergestellt.
Das Holz verrottet im Wasser schnell und hinterlässt lange Fasern, die zum Verpacken benutzt werden. Darüber hinaus wird es für leichte Kanus, Holzplatten, Tabletts und Posen für Fischernetze verwendet.
Junge Blätter werden wie Spinat zubereitet. Mit getrockneten und pulverisierten Blättern werden Suppen und Soßen gewürzt. Der mit Wasser vermischte Pollen der Blüten wird als Leim verwendet.

### Kommerzielle Nutzung
Die kommerzielle Nutzung von Adansonia digitata in Afrika ist hauptsächlich auf die Herstellung von Fruchtsäften und Süßwaren für den einheimischen Bedarf sowie auf Korbwaren für den Tourismus beschränkt. Die in Tansania angesiedelte Foodtech Tanzania Enterprise vermarktet eine aus der Frucht hergestellte „Baobab-Soße“. Die Firma PhytoTrade Africa, mit Niederlassungen in Harare (Simbabwe) und London, vertritt Hersteller von Naturprodukten aus dem südlichen Afrika, darunter solche, deren Erzeugnisse auf Adansonia digitata beruhen. Unter den vertriebenen Produkten befinden sich ein aus den Samen hergestelltes Öl für kosmetische Produkte sowie ein aus dem Fruchtbrei gewonnenes Pulver und ein Pulverextrakt, die unter anderem in der Lebensmittelindustrie verwendet werden können. Vom Senegal aus vermarktet die Baobab Fruit Company Senegal ihre Produkte mittlerweile weltweit.
Für den Vertrieb von Baobab-Produkten innerhalb der Europäischen Union wurden 2001 in Italien die Baobab Fruit Company gegründet und die Möglichkeiten einer Vermarktung untersucht.
Von etwa 1874 bis in das frühe 20. Jahrhundert wurden die Samen der auf Madagaskar einheimischen Art Adansonia grandidieri von Morondava nach Marseille verschifft, um dort daraus mit anderen Ölsamen ein Speiseöl herzustellen.
Seit 2001 wird Adansonia gregorii in Australien angebaut, um die essbaren Wurzeln und Blätter der Jungpflanzen zu verwerten.

## Gefährdung
Auf der von der International Union for Conservation of Nature and Natural Resources geführten Roten Liste gefährdeter Arten (2021) stehen sieben Arten. Adansonia perrieri, wird als vom Aussterben bedroht (Critically Endangered), Adansonia grandidieri und Adansonia suarezensis werden als gefährdet (Endangered) eingestuft. Vier weitere Arten gelten als ungefährdet (Least Concern).

## Nachweise

## Weiterführende Literatur
- Gerald E. Wickens, Pat Lowe: The Baobabs: Pachycauls of Africa, Madagascar and Australia. Springer 2007. ISBN 978-1-4020-6430-2.